# Quinten Post
Quinten Post (Amsterdam; 21 de marzo de 2000) es un baloncestista neerlandés que pertenece a la plantilla de los Golden State Warriors de la NBA. Con 2,13 metros de estatura, juega en la posición de pívot.

## Trayectoria deportiva

### Universidad
Comenzó a jugar a baloncesto en su país, y en 2019, a pesar de tener ofertas para jugar en el FC Barcelona Bàsquet B de España y en el KK Mega Basket de Serbia, Post optó por jugar al baloncesto universitario en Estados Unidos. Jugó dos temporadas con los Bulldogs de la Universidad Estatal de Misisipi, en las que apenas tuvo oportunidades de juego. Fue transferido entonces a los Eagles del Boston College, donde jugó tres temporadas más, promediando en total 10,2 puntos, 5,1 rebotes, 1,3 asistencias y 1,0 tapones por partido. En su última temporada fue incluido en el segundo mejor quinteto de la Atlantic Coast Conference y en el mejor quinteto defensivo.

#### Estadísticas
| Año     | Equipo            | PJ  | PT | MPP  | %TC  | %3P  | %TL   | RPP | APP | ROB | TPP | PPP  |
| ------- | ----------------- | --- | -- | ---- | ---- | ---- | ----- | --- | --- | --- | --- | ---- |
| 2019–20 | Mississippi State | 8   | 0  | 2.6  | .375 | .333 | 1.000 | 1.5 | .1  | .0  | .1  | 1.1  |
| 2020–21 | Mississippi State | 31  | 0  | 8.7  | .415 | .250 | .571  | 2.1 | .4  | .3  | .5  | 2.8  |
| 2021–22 | Boston College    | 31  | 11 | 21.4 | .502 | .344 | .721  | 5.4 | .7  | .6  | 1.0 | 9.4  |
| 2022–23 | Boston College    | 19  | 13 | 25.7 | .539 | .426 | .860  | 5.6 | 1.5 | .2  | .9  | 15.1 |
| 2023–24 | Boston College    | 35  | 35 | 31.9 | .514 | .431 | .821  | 8.1 | 2.9 | .9  | 1.7 | 17.0 |
| Total   | Total             | 124 | 59 | 20.6 | .507 | .388 | .790  | 5.1 | 1.3 | .5  | 1.0 | 10.2 |

### Profesional
El 27 de junio fue elegido en la quincuagésimo segunda posición del Draft de la NBA de 2024 por los Golden State Warriors. Fue el primer jugador neerlandés en ser seleccionado en 15 años, desde Henk Norel en 2009. Posteriormente fue traspasado a los Portland Trail Blazers en un intercambio de cuatro equipos por Lindy Waters III, pero fue posteriormente devuelto a los Warriors a cambio de dinero. El 26 de septiembre firmó un contrato dual con la franquicia, que le permite jugar además en el filial de la G League, los Santa Cruz Warriors. El 23 de enero de 2025 anotó 20 puntos, la cifra más alta de su carrera, para los Warriors en una victoria en casa por 131-106 sobre los Chicago Bulls. También capturó 5 rebotes y dio 3 asistencias. El 29 de enero fue titular por primera vez en su carrera, ganando contra Oklahoma City Thunder, 116-109. El 7 de febrero los Golden State Warriors convirtieron su contrato dual en un contrato estándar.

## Estadísticas de su carrera en la NBA

### Temporada regular
| Año     | Equipo       | PJ | PT | MPP  | %TC  | %3P  | %TL  | RPP | APP | ROB | TPP | PPP |
| ------- | ------------ | -- | -- | ---- | ---- | ---- | ---- | --- | --- | --- | --- | --- |
| 2024-25 | Golden State | 42 | 14 | 16.3 | .449 | .408 | .778 | 3.5 | 1.3 | .4  | .4  | 8.1 |
| Total   | Total        | 42 | 14 | 16.3 | .449 | .408 | .778 | 3.5 | 1.3 | .4  | .4  | 8.1 |

### Playoffs
| Año   | Equipo       | PJ | PT | MPP  | %TC  | %3P  | %TL  | RPP | APP | ROB | TPP | PPP |
| ----- | ------------ | -- | -- | ---- | ---- | ---- | ---- | --- | --- | --- | --- | --- |
| 2025  | Golden State | 12 | 2  | 12.2 | .333 | .313 | .750 | 2.3 | 1.0 | .3  | .3  | 3.8 |
| Total | Total        | 12 | 2  | 12.2 | .333 | .313 | .750 | 2.3 | 1.0 | .3  | .3  | 3.8 |